# Höstreichberg
Der Höstreichberg ist eine laubwaldbedeckte 243 m ü. NN hohe Anhöhe linksseitig der Ruhr und im Stadtteil Esborn von Wetter (Ruhr). 
Die Erhebung wird gerne für Wanderungen genutzt. So führen zum Beispiel  die etwa 9 km langen Wanderwege Drei-Dörfer-Weg Esborn und Drei-Dörfer-Weg Voßhöfen im Hinterland der Stadt Wetter über den Berg, ebenso die Hauptwanderstrecke X4 (Höhlenweg) und der linksseitige Verlauf des historischen Ruhrhöhenwegs des Sauerländischen Gebirgsvereins.  